# 508 г. пр.н.е.

## Събития

### В Азия

#### В Персийската империя
- Цар на Персийската (Ахеменидска) империя e Дарий I (522 – 486 г. пр.н.е.).[1]

### В Европа

##### В Гърция
- В Гърция се провеждат 68-тe Олимпийски игри:
  - Победител в дисциплината бягане на разстояние един стадий става Изомах от Кротоне.[2]

###### В Атина
- Хиподик (Hypodicus) от Халкида става първият известен победител в състезанието по хорово пеене на дитирамби на Дионисиите проведени по време на мандата на архонта Лисагор (509/508 г. пр.н.е.).[3]
- За архонт с мандат 508/507 г. пр.н.е. е избран Исагор. С помощта на спартанския цар Клеомен I, който пристига в града, той успява да наложи изпращенато в изгнание на Клистен, Алкмеониди и други видни семейства. Опитите на Изагор да затвърди властта си довеждат до избухване на бунт, по време на който той и Клеомен са обсадени на Акропола и скоро са принудени да капитулират като им е позволено да напуснат града. Клистен и изпратените в изгнание се завръщат.[4]
- След тези събития атиняните стават първите гърци, които търсят намесата на Персия във вътрешните гръцки дела като изпращат пратеници до сатрапа на Сарди с цел да се сключи съюз срещу спартанците, но начинанието не дава резултат.[4]

#### В Римската република
- Консули (508/507 г.пр.н.е.) са Публий Валерий Попликола (за II път) и Тит Лукреций Триципитин.